# Sau tất cả
Sau tất cả là một bài hát do Khắc Hưng sáng tác. Bài hát được ca sĩ Erik thể hiện rất thành công. Bài hát đã giành các giải thưởng Ca khúc của năm tại Vpop 20 Awards 2016, giải Bài hát hiện tượng của Làn Sóng Xanh năm 2017 (với phần trình bày của ca sĩ Erik). Năm 2018, bài hát được công ty quản lý của ca sĩ Hàn Quốc Monday Kiz mua bản quyền và được Monday Kiz cover với tên gọi mới Every moment.

## Sáng tác
Theo tiết lộ của ca sĩ Khắc Việt (anh trai của Khắc Hưng), bài hát được Khắc Hưng viết tặng anh trai trong lúc hai anh em đang giận nhau.

## Đón nhận
Ngay sau khi ra đời, Sau tất cả đã được coi là một "bài hát quốc dân". Bài hát có hàng chục triệu lượt xem và nghe trên các trang Zing và YouTube. Nhạc sĩ Nguyễn Cường công nhận bài hát là một sáng tác của tuổi trẻ, gắn liền với thị trường nhưng vẫn đậm tính chuyên môn.